# Dumma Sandra, Nagamangala
Dumma Sandra là một làng thuộc tehsil Nagamangala, huyện Mandya, bang Karnataka, Ấn Độ.